# 버구

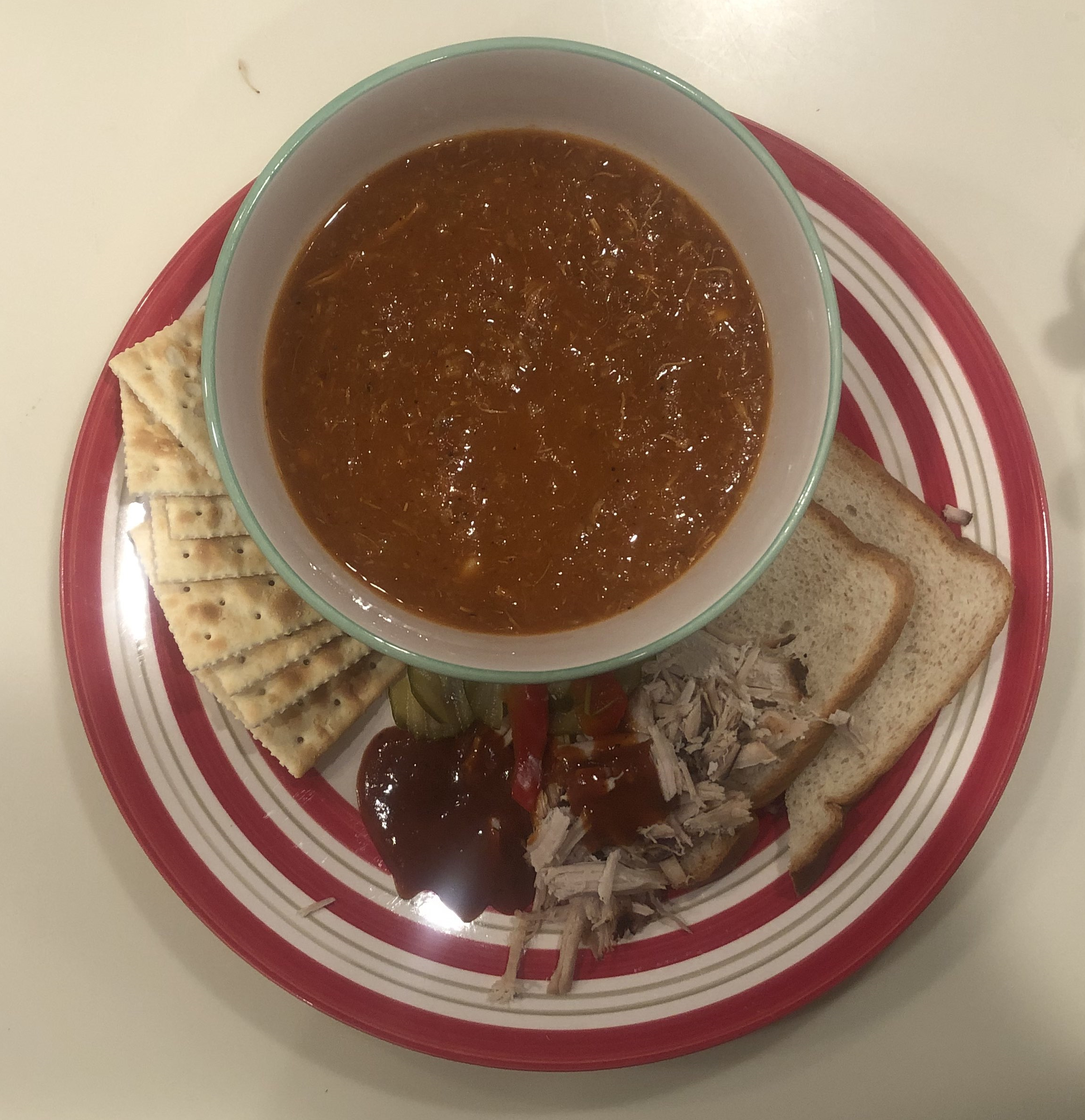
버구

버구(Burgoo)는 미국 켄터키주에서 기원한 스튜 요리로 콘브레드나 콘 머핀과 자주 곁들여 먹는다. 전형적인 재료는 고기와 채소를 같이 포함한다.